# Белчешть (Ясси)
Белчешть, Белчешті (рум. Belcești) — село у повіті Ясси в Румунії. Адміністративний центр комуни Белчешть.
Село розташоване на відстані 328 км на північ від Бухареста, 40 км на північний захід від Ясс.

## Населення
За даними перепису населення 2002 року у селі проживали 4860 осіб.
Національний склад населення села:
| Національність | Кількість осіб | Відсоток |
| -------------- | -------------- | -------- |
| румуни         | 4782           | 98,4%    |
| цигани         | 75             | 1,5%     |

Рідною мовою назвали:
| Мова      | Кількість осіб | Відсоток |
| --------- | -------------- | -------- |
| румунська | 4852           | 99,8%    |
| циганська | 8              | 0,2%     |